# USS Iroquois (1859)
Pour les autres navires du même nom, voir USS Iroquois.
Le premier USS Iroquois était un sloop-of-war de la Marine des États-Unis pendant la Guerre de Sécession.
Il a été construit au New York Navy Yard et achevé le 12 avril 1859. Il a rejoint la marine le 24 novembre 1859, sous les ordres du commandant J.S. Palmer.

## Service

### Méditerranée, 1860-1861
L'USS Iroquois est parti de New York, le 19 janvier 1860, pour la Méditerranée. Son service est intervenu au moment des troubles politiques en Europe, avec le début du mouvement pour l'unification italienne. L’Iroquois s'est rendu à Palerme en Sicile pour protéger les ressortissants américains et leurs biens pendant que Giuseppe Garibaldi commençait sa campagne pour capturer l'île pour le royaume de Sardaigne. Le patriote italien est monté à bord de l'USS Iroquois le 20 juin 1860 et s'est entretenu avec le commandant Palmer. Le bateau a opéré en Méditerranée jusqu'en 1861 où il fut rappelé aux États-Unis à cause de l'imminence de la guerre civile.

### Caraïbes, 1861-1862
Arrivé le 15 juin 1861 à New York, il a été immédiatement envoyé dans les Caraïbes pour rechercher et détruire les navires corsaires du Sud. En Martinique, il a découvert le CSS Sumter ancré au port et l'a bloqué. Mais le navire confédéré, commandé par Raphael Semmes, a réussi à s'échapper à la faveur de la nuit, avec l'aide des autorités françaises, et a repris ses activités. L'USS Iroquois continua sa patrouille dans les Caraïbes. Le 14 janvier 1862, il arrêta le sloop britannique Rinaldo, à bord duquel se trouvaient les ministres confédérés James M. Mason et James Slidell, capturés plus tôt par l'Union mais libérés (Affaire du Trent) ; le commandant Palmer leur a permis de poursuivre leur route sous sa surveillance.

### Escadre du fleuve Mississippi, 1862
En 1862, l'USS Iroquois a été envoyé rejoindre l'officier David Farragut à l'embouchure du Mississippi, en vue de la bataille de La Nouvelle-Orléans en Louisiane. Arrivant au large de l'île Ship le 28 mars, le bateau s'est placé en aval des forts Jackson et St. Philip, le 16 avril. Le commandant unioniste David Dixon Porter a alors commencé un bombardement dévastateur lors de la bataille des forts Jackson et Saint Philip. Et le 24 avril, tous les navires étaient prêts à attaquer. L'USS Iroquois s'est dirigé vers les forts avec la 3e Division du capitaine Henry H. Bell et, après un accrochage dynamique, les a dépassés et a capturé la ville de La Nouvelle-Orléans sans grande résistance, la plus grande et la plus riche ville du Sud, la clef de la vallée du Mississippi.
Après cette grande victoire, l'USS Iroquois a remonté le fleuve avec Farragut, dans le but de rejoindre l'officier Andrew Hull Foote, qui se dirigeait vers le sud. La rencontre a eu lieu à Bâton-Rouge le 8 mai 1862, jour où le commandant Palmer reçut la reddition de la capitale de la Louisiane. L'USS Iroquois, avec l'USS Oneida, a également pris la ville de Natchez le 13 mai, pendant que la flotte se déplaçait vers Vicksburg dans l'État du Mississippi, un bastion du Sud. En une semaine, ils étaient en aval de la ville et se préparaient à attaquer les redoutables défenses.
Après des bombardements périodiques, Farragut, appuyé par les mortiers des navires de l'Union, a brisé les défenses de Vicksburg le 28 juin, après un dur combat. L'USS Iroquois est sorti de l'action pratiquement indemne. Avec le reste de la flotte, il a rencontré l'officier Charles Henry Davis et son Escadre du fleuve Mississippi en amont de Vicksburg. Ce fut la première étape de l'ordre d'Abraham Lincoln : « nettoyer le fleuve. » L'USS Iroquois est resté dans la région de Vicksburg jusqu'à fin juillet, participant aux bombardements et aux préparatifs pour des expéditions dans les marécages environnants. En septembre, il est encore entré dans le golfe du Mexique pour participer au blocus commercial du Sud, mais à la suite d'un problème de chaudière, il est parti pour le nord le 21 septembre où il est arrivé à New York le 2 octobre et a été désarmé le 6 octobre 1862 pour les réparations.

### Escadre du blocus de l'Atlantique nord, 1863
L'USS Iroquois a repris du service le 8 janvier 1863 sous le commandement de Henry Roland, et a escorté le monitor Weehawken jusqu'à Newport News en Virginie. Rejoignant l'escadre du blocus de l'Atlantique nord au large de la Caroline du Nord, il a capturé le briseur de blocus Merrimac le 24 juillet et a aidé à la capture du Kate 12 jours plus tôt. Après plusieurs mois de blocus laborieux, il a rallié Baltimore dans le Maryland pour des réparations, et fut désarmé le 8 octobre 1863.

### Méditerranée et Pacifique, 1864-1865
Le bateau a été remis en service le 31 mars 1864 sous le commandement de Christopher R.P. Rodgers. Après avoir servi brièvement en Atlantique nord, l'USS Iroquois a rejoint la Méditerranée pour protéger les intérêts commerciaux américains. Il a également participé à la grande recherche du navire corsaire confédéré nommé Shenandoah, et a finalement atteint Singapour en mai 1865 après un long voyage à travers le Pacifique. La guerre civile terminée, il est parti pour les États-Unis en juillet, arrivé à New York le 1er octobre 1865. Il fut désarmé le 6 octobre 1865.

### Escadre asiatique, 1867-1874
Remis en service le 7 janvier 1867 sous le commandement d'Earl English, le bateau vétéran a rejoint l'escadre asiatique le 3 février. Il était présent à Osaka au Japon, quand ces ports, ainsi que celui de Hyōgo, ont été ouverts au commerce étranger le 1er janvier 1868 ; et il a participé aux opérations de sauvetage après le renversement du navire du contre-amiral Henry H. Bell dans le port, le 11 janvier. En dépit des meilleurs efforts des bateaux présents, le commandant de l'escadre et 11 autres personnes se sont noyées. Les conflits locaux ont ravagé les ports en janvier, mais l'USS Iroquois est resté pour protéger les intérêts américains, et a transporté le ministre des affaires étrangères jusqu'à Hyōgo le 1er février quand il avait été expulsé d'Osaka. Il a continué son service jusqu'au retour aux États-Unis en février 1870. Il a été désarmé à l'île de la Ligue en Pennsylvanie, le 23 avril 1870.
L'USS Iroquois a été remis en service le 23 août 1871 sous le commandement de H.A. Adams. Le 7 septembre, dans le fleuve Delaware, le matelot Hugh King a sauté par-dessus bord pour sauver un compagnon de la noyade, acte pour lequel il a reçu la Medal of Honor. L'USS Iroquois a opéré sur la côte Est jusqu'au 18 mars 1872. Il a alors navigué avec la flotte asiatique, faisant un voyage via la Méditerranée, le canal de Suez, et l'océan Indien. Le bateau est resté au large de la Chine et du Japon jusqu'au retour à San Francisco en Californie, le 1er juillet 1874. Il a été de nouveau désarmé pour des réparations le 23 juillet 1874.

### Escadre du Pacifique
Après une longue période d'inactivité, l'USS Iroquois a été remis en service le 12 avril 1882 sous le commandement de James H. Sands. Avec l'escadre du Pacifique, il a patrouillé en Amérique du Sud, à Hawaï, en Australie, et dans les îles du Pacifique pour protéger les intérêts américains. Il a participé à une action navale au Panama pendant le printemps 1885, aidant à débarquer des Marines pour protéger le commerce américain pendant la révolution. Après 10 ans de service dans l'escadre du Pacifique, l'USS Iroquois est arrivé à l'île Mare le 24 avril 1892 où il a été désarmé le 12 mai 1892.

### Marine Hospital Service, 1892, 1910
Le bateau a été transféré au Marine Hospital Service où il a opéré jusqu'à ce qu'il soit remis en service le 13 décembre 1898 sous le commandement du Lieutenant Charles Pond. Il a croisé dans le Pacifique pendant six mois avant d'être désarmé à Honolulu à Hawaï le 30 juin 1899. L'USS Iroquois a alors encore été transféré au Marine Hospital Service. Il fut renommé Ionie le 30 novembre 1904. Son nom a été rayé de la liste de la Marine le 26 août 1910.